# Sinisation du Tibet
La sinisation du Tibet est, selon les milieux exilés tibétains et des observateurs occidentaux, la transformation de la société tibétaine de la région autonome du Tibet, du Kham et de l'Amdo sur la base de normes chinoises, au moyen de l'assimilation culturelle, la migration, et la politique de réforme et d'adoption de l'économie de marché. C'est un processus marqué principalement par la venue en masse de population de l'ethnie Han au Tibet et par une politique active du gouvernement central de la république populaire de Chine visant à intégrer le Tibet dans la République chinoise et à juguler les ambitions d'indépendance de certains Tibétains,.
Selon le gouvernement chinois, la modernisation et le développement de la région autonome du Tibet (au sens de Tibet ou Xizang) expliquent l'arrivée d'ouvriers Han. Selon Robert Marquand, le Tibet étant considéré par les Chinois comme faisant partie de leur pays depuis des milliers d'années, ces derniers estiment avoir le droit de s'y établir.

## Contexte historique
Le Tibet, qui échappait au contrôle de la Chine depuis 1912, fait l'objet en 1950 d'une intervention militaire de la république populaire de Chine ; les représentants à Pékin du 14e dalaï-lama doivent signer un accord en 17 points qui reconnaît le bien-fondé de la « libération pacifique » du Tibet et prévoit le maintien d'une autonomie régionale et du gouvernement tibétain. En 1959, le soulèvement tibétain, écrasé par l'armée chinoise, entraîne la fuite du dalaï-lama, la dissolution du gouvernement tibétain, et la formation six ans plus tard de la Région autonome du Tibet. Le bilan humain de la répression politique au Tibet ne fait l'objet d'aucun consensus : en 1984, l'Administration centrale tibétaine (gouvernement en exil du dalaï-lama) parle de 1,2 million de morts causés depuis 1951,. Le journaliste et écrivain britannique Patrick French estime pour sa part que si le nombre de morts tibétains a été aussi élevé dans le Ganzou, le Sichuan er le Qinghaï que dans le Tibet central au début des années 1960, on peut avancer avec un certain degré de probabilité qu'environ 500 000 Tibétains seraient « directement morts à cause de la politique appliquée au Tibet par la république populaire de Chine ».

## Aspects démographiques

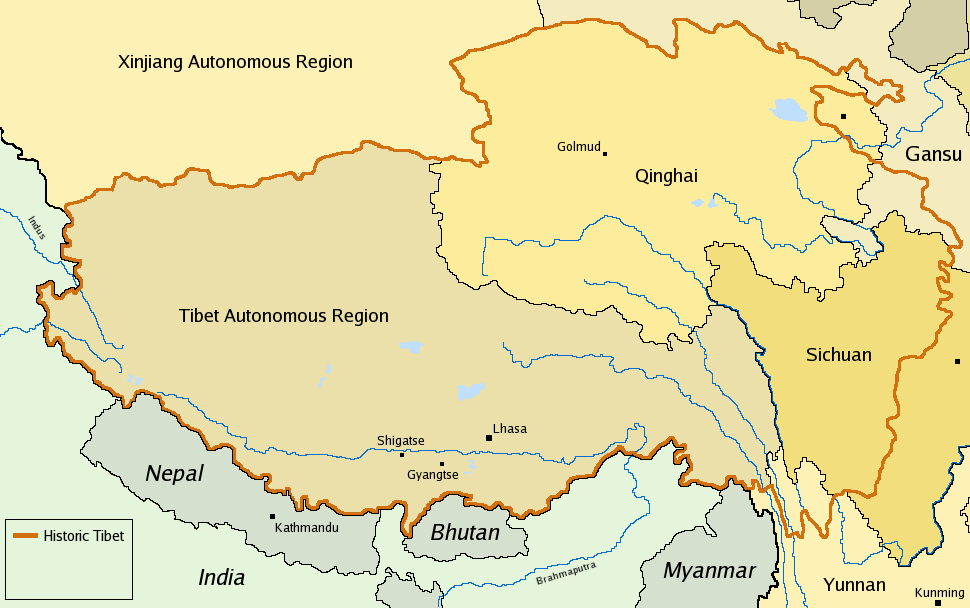
Le « Tibet historique » est présent dans différentes régions chinoises dont la Région autonome du Tibet

### Migration des Han

#### Les chiffres

##### Pour le Tibet des trois provinces
Selon le gouvernement tibétain en exil, depuis la fin des années 1990 il y aurait davantage de non-Tibétains que de Tibétains dans le Tibet des trois provinces (Ü-Tsang, Amdo et Kham). Il estime le chiffre de la population en 2003, à 6 millions de Tibétains ethniques et 7,5 de non-Tibétains.
La différence entre ce dernier chiffre et le chiffre officiel de 1 255 700 Han vivant en 1999 dans les zones autonomes tibétaines hors RAT s'explique par le fait que le GTE inclut dans ses comptes non seulement les préfectures autonomes du Qinghai mais la totalité de la province. Or la partie orientale celle-ci est peuplée en majorité de Han depuis des siècles (3,5 millions environ), comme le souligne le professeur Colin P. Mackerras.

##### Pour la région autonome du Tibet
Selon un recensement de 2000, dans les villes de la région autonome du Tibet, les Han et les Hui ont dominé l'urbanisation, cependant, ce n'est que dans les villes tibétaines principales que l'on peut soutenir, de façon plausible, que les Han sont plus nombreux, ou aussi nombreux, que les Tibétains.
Officiellement, fin 2005, la population de la région autonome était de 2,77 millions d'habitants, non compris les militaires en poste. Elle réunissait 26 ethnies différentes, dont 92 % de Tibétains.

##### Pour Lhassa
En 1904, le lieutenant-colonel britannique Younghusband qui occupe la ville avec son corps expéditionnaire, estime la population de celle-ci à 30 000 habitants dont 20 000 moines.
En 1949, il y en a entre 300 et 400 résidents chinois à Lhassa. Vers 1950, la ville couvre moins de trois kilomètres carrés et ne compte pas plus de 30 000 habitants. Le palais du Potala et le village de Shöl en contrebas de celui-ci ne sont pas considérés comme faisant partie de la ville.
En 1953, au premier recensement, la zone urbaine de Lhassa compte environ 30 000 résidents, dont 4 000 mendiants, en plus de 15 000 moines.
En 1992, la population de la ville est estimée à un peu moins de 140 000 personnes, dont 96 431 Tibétains, 40 387 Chinois (Han) et 2 998 divers. À ce chiffre, qui ne tient compte que des résidents permanents, il convient d'ajouter entre 60 000 et 80 000 résidents temporaires, dont la majorité seraient des pèlerins et des commerçants tibétains.
En 1994, selon le journal britannique The Independent, Lhassa compte 150 000 habitants, dont la majorité est constituée de migrants Han.
En 2000, la zone urbanisée atteint les 53 kilomètres carrés, pour une population d'environ 170 000 personnes, dont 63 % de Tibétains, 34,5 % de Han et 2,7 % de Hui principalement.
En 2007, la population de Lhassa est de 122 261 habitants.
En 2008, selon l'agence Xinhua, la ville-préfecture de Lhassa a 400 000 habitants.

#### La situation vue par les exilés tibétains et leurs partisans
L'armée populaire de libération (APL) est intervenue au Tibet le 7 octobre 1950, mettant en ligne environ 40 000 militaires chinois contre les 8 500 hommes de l'armée tibétaine. Le 19 octobre 1950, 5 000 soldats tibétains avaient été tués, et la petite armée tibétaine se rendit. En 1950, le gouvernement tibétain interpelle l'ONU sur l'invasion du Tibet par la Chine. Dans cette période coloniale, seul le Salvador accepta de soutenir le Tibet. Puisque l'APL avait cessé le feu et demandé une négociation pacifique plutôt que d'entrer dans Lhassa par la force, l'organisation des Nations unies renonça à traiter de la question du Tibet. L'association de la pression militaire, des rapports de bon traitement vis-à-vis de la population locale, de la libération des prisonniers ainsi que le manque de soutien international conduisirent les représentants tibétains à s’engager dans des négociations avec l'APL.
Dans les années 1980, le gouvernement tibétain en exil estimait que dans l'ensemble du Tibet, il y avait 7,5 millions de Chinois pour 6 millions de Tibétains En 2007, le Dalaï Lama faisait part de ses craintes d'un danger que le peuple tibétain devienne une minorité dans leur propre pays et parle d'un « génocide culturel » qui risquerait de faire disparaître la culture tibétaine,,. Selon une personne native de Lhassa, actuellement en exil, il y aurait deux catégories de migrants au Tibet, les migrants par nécessité économique, et les migrants involontaires envoyés par le gouvernement chinois.
Le gouvernement central de la république populaire de Chine met en œuvre une politique de migration active de Chinois au Tibet, au moyen d'aides attractives et de conditions de vie favorables,.
Selon le Dalaï Lama, dans les villes tibétaines, des chinatowns (quartiers chinois) se sont développés et les Chinois sont en général plus nombreux que les Tibétains, comme à Lhassa, « les Tibétains sont environ 100 000, alors que les Chinois sont plus du double. Lhassa est devenue méconnaissable avec des buildings, et toute la vallée est urbanisée », comme dans d’autres régions à l’ouest, telles que Ngari, où il n’y avait aucun Chinois 20 ans plus tôt. Pour le dalaï-lama, il s’agit d’une agression démographique grave.

#### Points de vue autres que celui des exilés tibétains
Dans son livre Fascination tibétaine : du bouddhisme, de l'Occident et de quelques mythes, le professeur Donald Sewell Lopez, Jr. décrit en ces termes la représentation que l'Occident plaquerait systématiquement sur la présence des Han au Tibet : « L'invasion du Tibet par l’Armée populaire de libération fut et reste encore présentée comme le déferlement d'une masse indifférenciée de communistes athées sur un pays pacifique voué exclusivement à des préoccupations éthérées (…). Le Tibet incarne le spirituel et l'ancien, tandis que la Chine symbolise le matériel et le moderne. Les Tibétains sont surhumains, tandis que les Chinois sont subhumains ».
Selon Andrew Martin Fischer, la migration des non-Tibétains au Tibet se serait concentrée dans les villes où les Tibétains sont devenus une minorité et où les migrants non-tibétains dominent l'emploi, aggravant l'exclusion économique des Tibétains dans le contexte du développement urbain rapide. Le même démographe assure cependant que l'affirmation de la part des émigrés que les Tibétains deviennent minoritaires dans leur pays ou qu'ils sont déjà devenus minoritaires dans certaines régions, « doit être prise avec des pincettes ».
S'exprimant devant des sénateurs français, Zhang Yongnian, vice-président de la Commission pour le développement et la réforme de l'assemblée populaire du Tibet, déclare que la région autonome du Tibet est « ouverte aux autres régions de la Chine » et que « l'économie de marché repose sur la libre circulation des personnes ». Les entreprises qui y sont installées font appel aux personnes compétentes dont elles ont besoin. Il précise que « l'État central n'envoie pas de colons au Tibet » mais que « les fonctionnaires de l'État y bénéficient de primes durant leur séjour ». Ces fonctionnaires « retournent ensuite dans leur région d'origine ».
Le sinologue Jean-Luc Domenach considère que la Chine a traité le Tibet, après 1950, « comme une différence à détruire, non comme une partie du monde chinois » ; il souligne que les pratiques en matière de camp de travail et de violence politique font apparaître un Tibet « littéralement écrasé par les autorités communistes » jusqu'aux années 1970. Ensuite, la répression chinoise s'est réduite ; néanmoins, « si les Tibétains ont regagné partiellement le contrôle de leur culte et de leurs mœurs, ils n’ont guère renforcé leur poids économique et social. De leur côté, avec le développement économique, les colons chinois se sont installés en nombre croissant alors que se répandait dans les villes chinoises l’idée que le Tibet n’était plus qu’une charmante bizarrerie touristique ». Domenach estime que la question tibétaine sera « résolue par la colonisation, puisque les Chinois, d'une façon ou d'une autre, vont inonder le Tibet ».

### L'accusation d'«apartheid chinois»
En avril 1991, le 14e Dalai Lama décrivait la situation comme suit : « Les nouveaux colons chinois ont créé une société à deux vitesses : un apartheid chinois qui, refusant aux Tibétains l'égalité de statut social et économique sur (leur) propre terre, menace de finir par (les) submerger et (les) absorber ». Par exemple cette fracture économique peut se retrouver aussi dans des salaires différents selon l'origine ethnique des demandeurs d'emploi voire des refus d'employer des tibétains.
Un autre élément présenté comme suggérant l'existence d'un apartheid réside, selon un récit pseudonyme publié dans le Nouvel Observateur en décembre 2009, dans le fait que les Chinois tibétains, au contraire des Chinois Han, ne peuvent obtenir de passeport et n'ont donc pas la possibilité de voyager légalement hors de Chine.
En 2002, l'association Tibet Society du Royaume-Uni appela le gouvernement britannique à « condamner le régime d'apartheid au Tibet qui traite les Tibétains comme une minorité sur leur propre terre et pratique une discrimination à leur égard dans l'usage de leur langue, dans l'éducation, dans la pratique de leur religion et dans les possibilités d'emploi ».
Par ailleurs la tibétologue Françoise Pommaret précisait en 2002 que les cadres de l'administration de la région autonome du Tibet sont essentiellement des Chinois à 66 % et les Tibétains occupent 16 % des postes de commandement dans l'armée. Enfin, aucun Tibétain n'a été secrétaire du Parti communiste dans la Région autonome du Tibet. Ainsi Phuntsok Wangyal qui a créé le Parti communiste tibétain en 1939 a été mis au secret en 1958 puis en 1961 il a été emprisonné à Pékin pendant 18 années. Il a publié une biographie en anglais, où il insiste particulièrement sur la nécessité de mieux faire connaître les intérêts du peuple tibétain.
Le juriste américain Barry Sautman, écrit, pour sa part, que les Tibétains sont nombreux à tous les échelons de la hiérarchie politique de la région autonome du Tibet, sauf pour ce qui est du poste de secrétaire régional du parti. Il oppose cette situation à celle qui prévaut au Ladakh, région majoritairement tibétaine de l'Inde et dont le système politique est louangé par les chefs exilés : l'administration indienne n'aurait jamais employé un seul des nombreux bouddhistes ladakhis ayant pourtant passé avec succès ses examens.

### Les Han au Tibet: 1/5ede la population et 50% à Lhassa?
Contredisant la thèse de la submersion démographique des Tibétains par les Chinois Han, le professeur Barry Sautman de l'université des Sciences et techniques de Hong Kong, affirme qu'entre le recensement national de 1990 et celui de 2000 (recensements comptabilisant toute personne habitant une région donnée depuis au moins six mois), le pourcentage de Tibétains dans les régions tibétaines s'est accru quelque peu dans son ensemble et les Han représentent environ 1/5e de la population. De même, une analyse préliminaire du mini-recensement de 2005 montre que de 2000 à 2005, il y a eu un petit accroissement de la proportion des Han dans la zone centre-ouest du Tibet (la Région autonome du Tibet) et peu de changements dans le Tibet oriental
Aux conclusions des recherches de Barry Sautman s'ajoute le constat du sinologue et ethnologue allemand Ingo Nentwig. Dans un article de l'agence Chine nouvelle qui lui est consacré, l'ancien directeur du département de recherche du Musée d'ethnologie de Leipzig, exclut une assimilation systématique du Tibet par des implantations de Han. À Lhassa, si les Han représentent 50 % de la population, il s'agit surtout de résidents temporaires : soldats qui quitteront le Tibet une fois démobilisés, ouvriers travaillant sur des projets routiers ou ferroviaires, responsables désignés, par rotation, pour travailler au Tibet et qui le quittent à l'expiration de leur tour, commerçants et restaurateurs n'ayant pas l'intention de s'établir définitivement. En dehors de Lhassa, on rencontre rarement un Han. Ingo Nentwig rapporte qu'à l'époque de ses recherches sur le Yak en 2002, il y avait 20 à 30 Han seulement parmi les 50 000 à 60 000 Tibétains du district étudié. « Même en prenant en considération les résidents temporaires, les Han ne représentent que 20 à 25 % de la population et les Tibétains 75 à 80 % ».
Selon Jamyang Norbu, un écrivain tibétain en exil et partisan de l'indépendance du Tibet, Barry Sautman n'a pas visité le Tibet d'avant 1980. Andrew Martin Fischer, professeur de l'Institute of Social Studies (en) affirme avoir réfuté les arguments de Barry Sautman en se fondant sur une analyse plus complète des statistiques de la Chine publiées dans un livre en 2005.

### Difficultés et risques liés à l'acclimatation pour les Han
Le Tibet est à 4 000 m d'altitude et la température moyenne annuelle est inférieure à 0 °C. La faible pression et la raréfaction de l'oxygène ne permettent pas à des gens venant d'autres régions que le Tibet d'y rester très longtemps.
En règle générale, les Han ne sont pas très enclins à s'installer au Tibet : les enfants y sont victimes d'œdèmes pulmonaires tandis que les adultes souffrent du mal d'altitude.

## Sinisation par la culture et la civilisation chinoises au Tibet
Selon Tenzin Nyinjey, un ancien responsable du gouvernement tibétain en exil, la Chine n'a pas un respect authentique pour la culture tibétaine, la langue et la religion qui n'y voit que superstition et arriération. Les Chinois considèrent comme un devoir sacré d’apporter la « civilisation » aux Tibétains en apportant la langue, la culture et la civilisation chinoises. Selon lui, en résumé, la civilisation et la modernisation chinoises du Tibet n’ont d’autre but que la sinisation de toute la population tibétaine.

### L'envoi d'étudiants tibétains en Chine continentale
Selon le Tibetan Center for Human Rights and Democracy, dans le cadre de la politique de sinisation, les autorités chinoises recrutent de nombreux Tibétains de bon niveau scolaire des écoles primaires pour les former en Chine continentale, dans des classes tibétaines liées aux écoles secondaires locales ou à une des 18 « Écoles secondaires tibétaines » de la Chine continentale, où ces étudiants ne reçoivent pas d'éducation tibétaine. En 1996, les autorités chinoises ont déclaré un nombre de 12 590 étudiants tibétains ayant été inscrits dans de telles classes.

### Conditions du transfert des enfants tibétains
Après le départ en exil du 14e dalaï-lama Tenzin Gyatso, en mars 1959, le gouvernement tibétain est officiellement dissous par les autorités chinoises le 28 mars 1959. Les Tibétains forment un gouvernement provisoire clandestin le 9 avril suivant. Claude B. Levenson indique qu'une des premières proclamations de ce gouvernement provisoire accuse les autorités chinoises « d'avoir enlevé des milliers d'enfants et d'adolescents tibétains conduits en Chine en vue de les endoctriner afin d'en faire des valets dociles de sa politique de colonisation ».
La commission internationale de juristes, une association financée de 1952 à 1967 par la CIA en tant qu'instrument de la guerre froide,, affirme dans son rapport de 1959 sur le Tibet que « Les nourrissons étaient tous retirés à leurs parents en présence d'un médecin chinois, puis remis à des nourrices. Pour se justifier quand ils enlevaient les enfants à leurs parents, les Chinois racontaient ou bien qu'ils allaient les instruire, ou bien que ces enfants gênaient leurs parents ».
Un texte mis en ligne par le linguiste québécois Jacques Leclerc, indique deux raisons à ce déplacement d'enfants ; d'une part ils devaient recevoir une éducation politique et d'autre part être initiés à la culture Han.
« des milliers d'enfants furent arrachés à leur famille pour recevoir en Chine une éducation marxiste-léniniste. »
« Enfin, une autre forme de la politique d'immigration consistait à déporter de jeunes enfants issus des minorités nationales vers la région de Pékin en vue de les initier à la culture han. Cette dernière mesure fut inégalement appliquée parce qu'elle provoquait la révolte chez les minoritaires, notamment les Tibétains, qui ne semblaient pas comprendre les « bienfaits » de l'éducation Han. »

### Le succès des «instituts pour les nationalités» chez les enfants et parents tibétains
Dans son livre Commoners and nobles. Hereditary divisions in Tibet, la tibétologue Heidi Fjeld évoque les raisons du succès de ces « instituts pour les nationalités » se trouvant dans les provinces en dehors de la région autonome du Tibet. La possibilité d'aller y étudier est proposée aux élèves du primaire ayant de bons résultats ou dont la famille a des relations. Ces places sont très convoitées par les Tibétains, tant les enfants que les parents, car ces instituts pour les nationalités enseignent des matières non proposées au Tibet. Au nombre de celles-ci, la langue et la grammaire tibétaines classiques, l'histoire tibétaine (ancienne et moderne) et la religion (le bouddhisme et le Bön). De plus, le diplôme obtenu est la garantie d'un emploi. Les instituts situés dans la Chine intérieure auraient toutefois moins de succès auprès des habitants de Lhassa que ceux du Kham et de l'Amdo.

## Aspects économiques

### L'économie de marché
La région autonome du Tibet est le territoire le plus pauvre de Chine parmi les 31 subdivisions considérées dans la liste des subdivisions de Chine par PIB. Selon Claude B. Levenson un phénomène nouveau est apparu dans les villes avec la mendicité enfantine, phénomène explicite concernant la situation économique du Tibet. Les investissements mis en avant par le gouvernement Chinois servent avant tout à la réalisation des infrastructures afin de relier le Tibet à la Chine et au paiement d'une administration importante.
L'évolution économique actuelle du Tibet est critiquée du fait qu’elle avantage les résidents chinois et pour les atteintes à l’agriculture tibétaine et au fragile système écologique du Tibet.
Barry Sautman contredit ces données. Ainsi, si l'économie de marché est présente, avec ses inconvénients, dans les zones tibétaines tout comme dans le reste de la Chine, elle ne se traduit pas par une « division ethnique de la main-d'œuvre » qui défavoriserait les Tibétains, contrairement à ce que prétendent les séparatistes. Loin d'être la région la plus pauvre du pays, le Tibet serait mieux loti que bien d'autres régions à minorité ethnique, voire certaines zones Han. La raison principale en serait les fortes subventions gouvernementales.

### L'agriculture et le pastoralisme
L'économie du Tibet est dominée par l’agriculture de subsistance, c'est-à-dire l'agriculture avec le but de pourvoir uniquement à sa propre famille. Pour cette raison, l'entrée de 35 000 militaires chinois dans les années 1950 a pesé lourdement sur les ressources alimentaires du Tibet.
Selon Horst Südkamp, à l’époque de l’introduction de la politique de collectivisation dans la région du Kham, 40 000 paysans chinois furent envoyés au Tibet.
Selon le TCHRD, entre 1954 et le milieu des années 1960, une émigration à grande échelle des Chinois s'est produite dans le Qinghai (Amdo), pour revendiquer les prairies pour l'agriculture, à la fois pour des fermes d'état et des laogai (camps de réforme par le travail). Des milliers de migrants chinois attirés par les possibilités agricoles ont commencé à arriver dans les années 1960, et des cadres chinois ont été envoyés dans des régions rurales du plateau pour l'administration.
Dans les années 1960, les autorités chinoises ont forcé les agriculteurs tibétains à cultiver le blé, à la place de l'orge qui est la récolte traditionnelle dans la région de l’Himalaya, ce qui a eu pour résultat la première famine d'une telle ampleur de l'histoire tibétaine. Les moissons ont échoué comme les agriculteurs l’avaient prédit et des milliers de Tibétains sont morts de faim,.
En 1961, après avoir exproprié les biens fonciers des seigneurs et des lamas, le gouvernement chinois organisa les paysans en communes. Dans son article Friendly Feudalism: The Tibet Myth, Michael Parenti rapporte que fermiers locataires et paysans sans terre reçurent des centaines de milliers d’arpents. Les troupeaux appartenant à la noblesse furent remis à des collectifs de pasteurs pauvres. Des améliorations furent apportées à la reproduction du bétail tandis que de nouvelles variétés de légumes et souches de blé et d’orge étaient introduites. Ces mesures, jointes à une meilleure irrigation, auraient entraîné une augmentation de la production agricole.
Élisabeth Martens évoque le progrès que constitue désormais, pour les habitants de Lhassa, l'installation par les Chinois de « serres à tomates, poivrons, courges, potirons et autres légumes et fruits qui, avant, étaient introuvables au Tibet ».

#### L'urbanisation des nomades: des visions contrastées
Aujourd'hui, le gouvernement chinois obligerait les bergers tibétains à quitter leur activité d'éleveur et à rejoindre les grandes villes. Le directeur pour l'Asie de Human Rights Watch indique que « Certaines autorités chinoises prétendent que leur urbanisation forcée des bergers tibétains est une forme éclairée de modernisation ». La tibétologue Anne-Marie Blondeau indique que ces populations, qui subvenaient à leurs besoins, sont maintenant logées dans les banlieues des grandes villes dans des conditions économiques difficiles.

### L'artisanat
L'essor économique de la région autonome permet de faire revivre l'artisanat traditionnel. Selon l'enseignant et écrivain australien Mark Anthony Jones, nombre de Tibétains trouvent désormais, dans la vente d'objets artisanaux et de produits culturels aux touristes, un revenu non négligeable. Ces divers produits rencontrent même le succès auprès des Tibétains eux-mêmes. Et d'ajouter : « C'est pourquoi, la production culturelle liéé à présent au tourisme est un facteur de tout premier plan dans la revitalisation de la culture tibétaine ».
L'industrie chinoise s'est investie dans l'exploitation de l'artisanat tibétain. Selon les journalistes Claire Goubier et Virginie Morel de l'hebdomadaire Marianne, les touristes, essentiellement chinois « peuvent acheter des bouddhas dorés sous film plastique, des faux blousons de grandes marques internationales ou des copies de DVD. Les Chinois reconnus pour la qualité de leurs contrefaçons ne s'arrêtent pas là. L'artisanat tibétain est lui aussi fabriqué en série ! Les Chinois se sont mis à produire des objets tibétains. Sur le marché, il est difficile de reconnaître les produits authentiques ». Par ailleurs les Chinois profitent d'une main-d'œuvre sous-payée dans les campagnes tibétaines pour faire fabriquer cet artisanat et l'exporter vers les grandes villes chinoises où l'art tibétain est devenu à la mode.
Élisabeth Martens précise que « le développement du marché libre dans les villes du Tibet favorise les Han et les Hui qui ont plus d’expérience dans le commerce que les Tibétains ».

### Le tourisme
En 2007, le tourisme au Tibet était en pleine expansion. Les touristes sont chinois à 90 %. Les journalistes Claire Goubier et Virginie Morel de l'hebdomadaire Marianne indiquaient alors que les lieux sacrés des Tibétains sont transformés en musée : « le Potala, chef-d'œuvre de l'architecture tibétaine, a été déguisé pour les besoins de la cause. Si, le jour, l'imposant palais blanc et ocre coiffé de toits dorés est emblématique du style tibétain, la nuit, les éclairages évoquent plus ceux d'un parc d'attractions ! Jour et nuit, l'atmosphère pieuse est perturbée. Depuis l'arrivée du train, le quota d'entrées de touristes au Potala est passé de 1 500 à 2 300 personnes par jour. Dans les couloirs étroits, les visiteurs se bousculent pendant que les Tibétains font brûler le beurre de yack en offrande. Difficile de prendre conscience de la sérénité bouddhique ! ».
Après les troubles au Tibet en 2008, le Tibet a été fermé aux touristes et journalistes étrangers du 19 mars au 26 juin 2008.
Toutefois, en décembre 2008, les régions tibétaines restaient interdites aux journalistes du Monde et à d’autres médias basés en Chine, et le nombre de touristes a fortement diminué en 2008, les recettes des agences de tourisme n’atteignant que 12 % de celles de 2007.

### Formation d'une classe moyenne tibétaine
Selon Barry Sautman, il y a désormais en région autonome du Tibet une importante classe moyenne tibétaine, implantée dans les services publics, le tourisme, le commerce et les petites entreprises industrielles ou de transport.

### Un mode de vie en plein changement

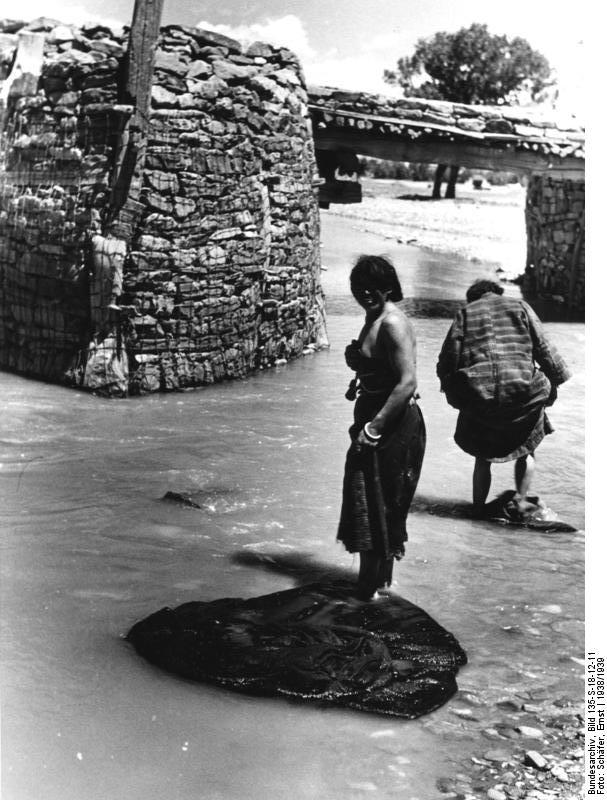
Blanchisseuses à Gyantsé, c. 1938

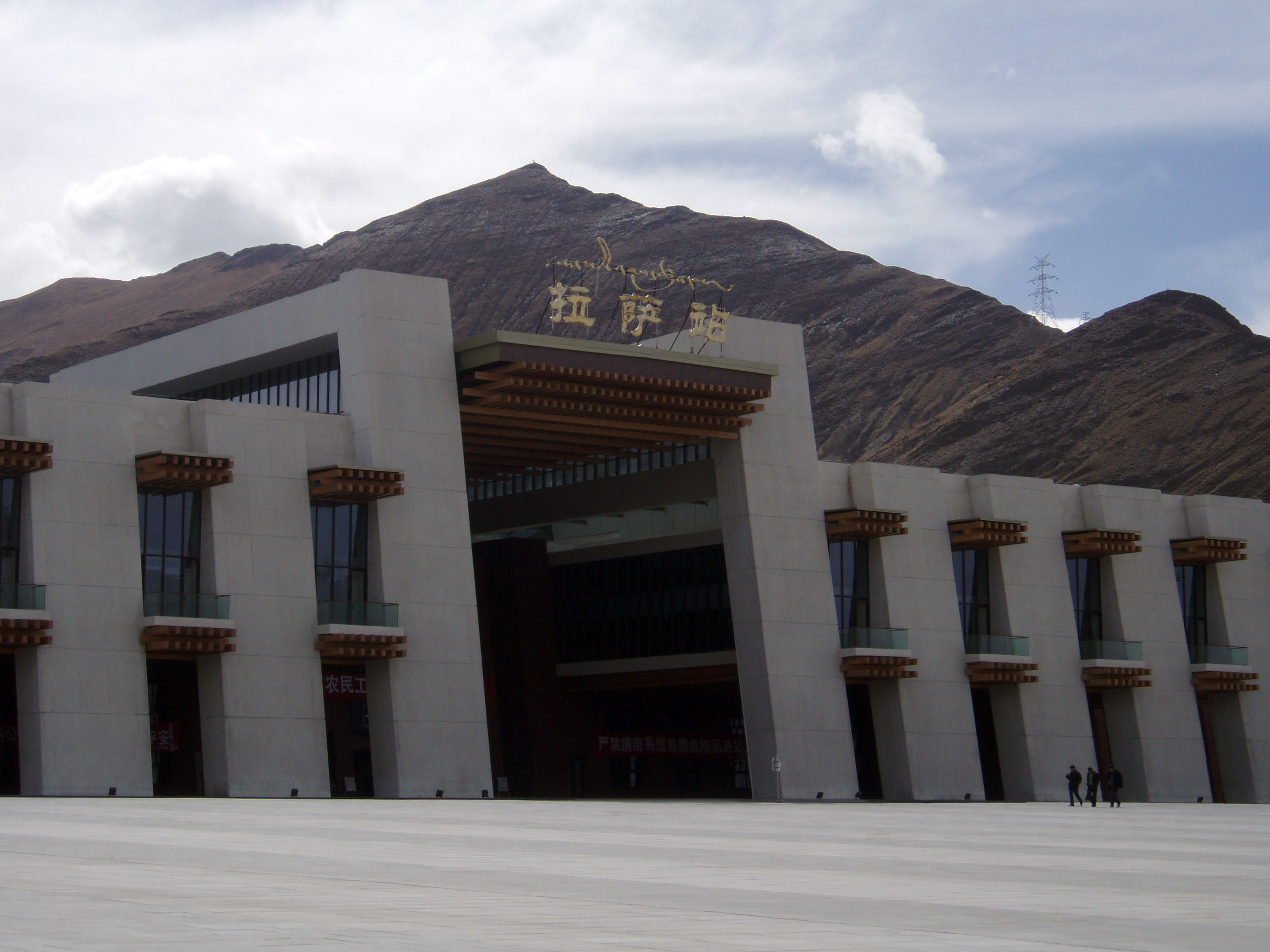
Gare de Lhassa

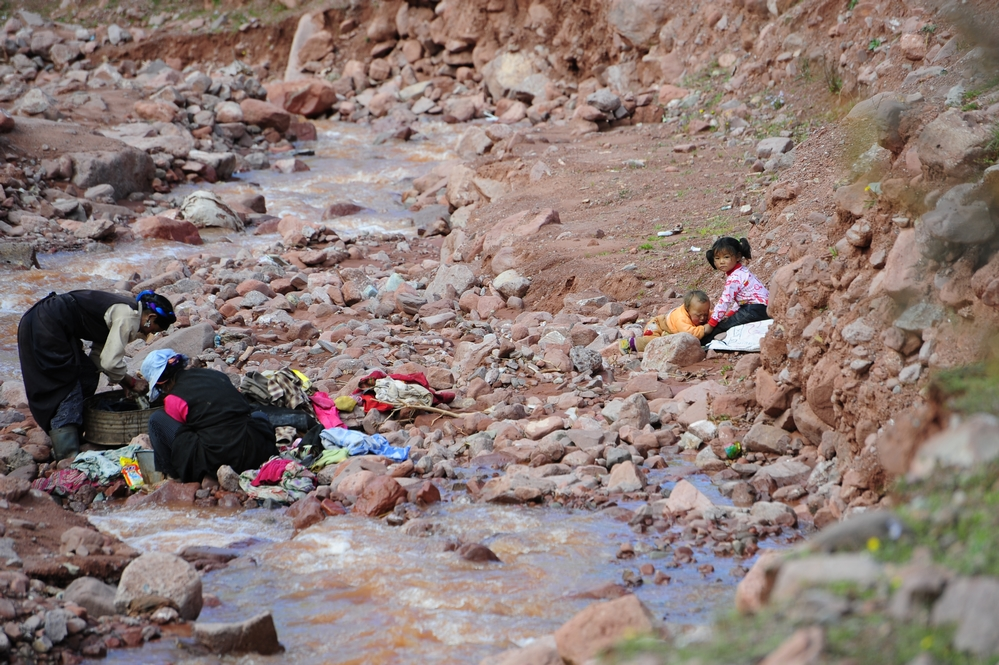
Femme tibétaine lavant son linge sur le site d’une rivière près de Lao au Tibet, en 2008

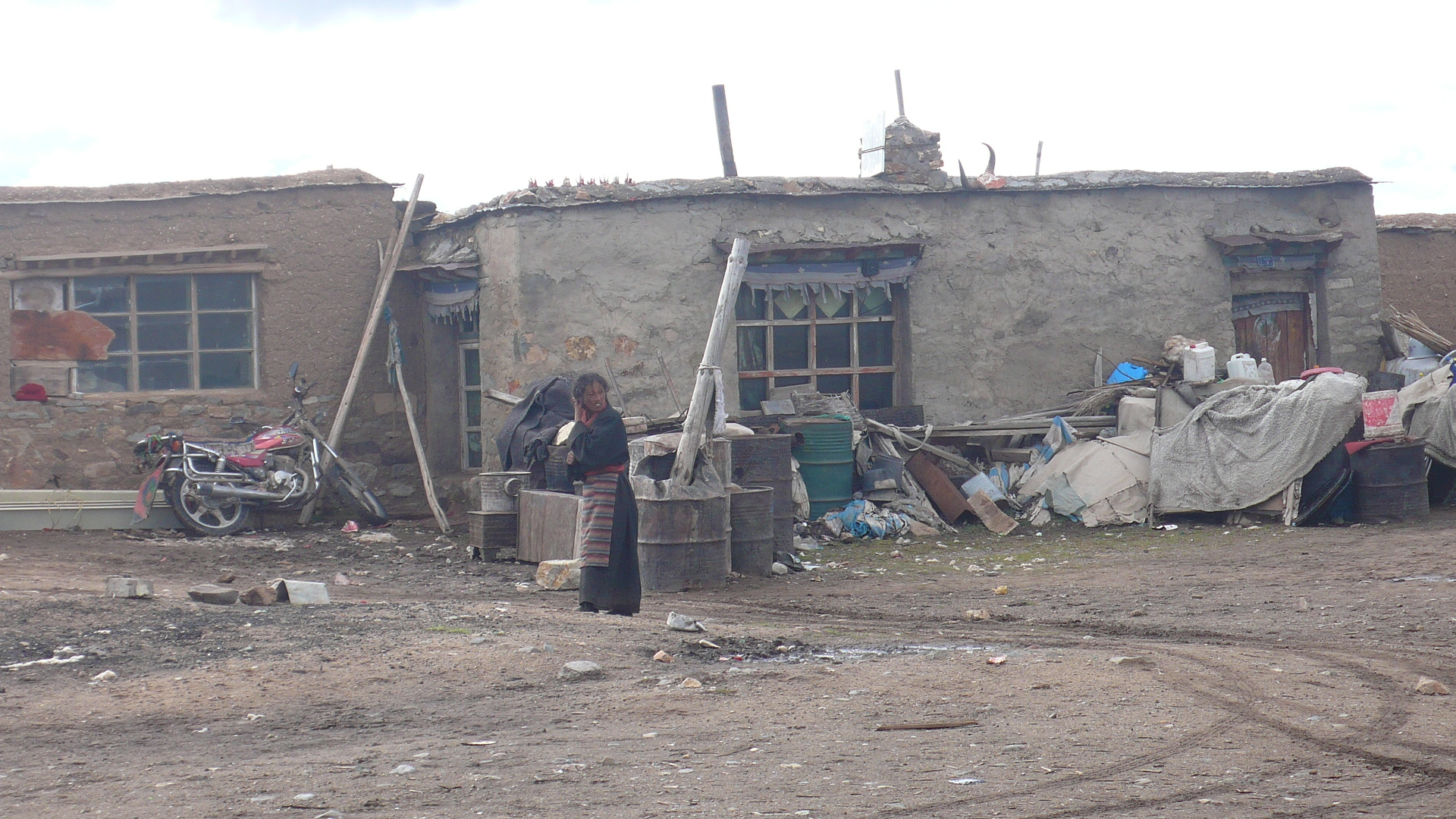
Photo dans le comté d'Amdo, en région autonome du Tibet, février 2009

Selon ce que rapportent Xu Mingxu et Yuan Feng dans leur étude The Tibet Question: A New Cold War, publiée en 2006, la vie des Tibétains change, les ampoules remplacent les lampes au beurre, la cuisine se fait au gaz et non plus à la bouse de yak. Les gens se déplacent en bus, en voiture, à moto, à vélo, en avion, ils disposent des attributs de la modernité que sont le téléphone, la télévision, l'eau courante. L'ordinateur et l'Internet font leur entrée dans les écoles, les entreprises, les services sociaux et les administrations. Les enfants, les gens d'âge mûr et même les anciens aiment à regarder la télévision chez eux, se rendant moins souvent qu'autrefois dans les temples.
Selon Isaac Stone Fish, depuis 2001, Pékin a dépensé 45,4 milliards de dollars au développement économique de la région autonome du Tibet. Cela a eu des effets bénéfiques sur la croissance économique, le niveau de vie, les infrastructures, et s'est traduit par un accroissement à deux chiffres du produit intérieur brut de 2001 à 2009. Un tiers de cette somme est allé à des investissements dans les infrastructures, notamment le train reliant Pékin à Lhassa, lequel a fait baisser le prix des produits industriels et ménagers pour les Tibétains tout en favorisant la vente des produits tibétains dans le reste de la Chine. Le tourisme a fait un bond, passant à 5,5 millions de visiteurs en 2009. Ce journaliste mentionne cependant que Hu Jintao a déclaré qu’il est probable que les revenus des Tibétains des régions rurales atteindront les revenus moyens de la Chine en 2020.
Selon les journalistes Claire Goubier et Virginie Morel, cette modernisation de l'économie profite en priorité aux Chinois Han. Les salaires sont majorés dans les emplois réservés aux Chinois Han pour compenser l'éloignement de leur région d'origine et l'inconfort de l'altitude. Les loyers et les prix des biens de consommation sont proportionnels. Ainsi il existe au Tibet une société a deux vitesses : l'une des travailleurs chinois qui peuvent consommer normalement et l'autre constituée essentiellement de Tibétains qui sont marginalisés.
Dans un rapport publié en 2000, le TCHRD écrivait que les déclarations du gouvernement chinoises affirmant que les Tibétains ont grandement profité de leurs politiques quant à la pauvreté peut être abordé de leur propre termes. Même en utilisant les statistiques chinoises, plus de 70 % des personnes habitant la région autonome du Tibet vivaient en dessous du seuil de pauvreté. Ces conclusions étaient confirmées par les rapports des réfugiés indiquant que de nombreuses personnes font face à des problèmes avec le manque de nourriture, l'accès aux services de santé, d'éducation, et dans d’autres secteurs comme l'emploi et le logement.

## La question du «génocide tibétain»
La sinisation du Tibet prend place dans un monde en guerre froide et dans une Chine communiste qui recherche cohésion et puissance (le « grand bond en avant ») par des moyens brutaux : la collectivisation de l'agriculture engendre une grande famine, les laogai mortifères se multiplient, les victimes se comptent par dizaines de millions dans toute la Chine. Dans un tel contexte, le caractère ethnocidaire et violent de la sinisation fait naître une accusation, portée contre les dirigeants chinois par des juristes, des sinologues et les milieux indépendantistes tibétains, d'une destruction délibérée des Tibétains. La notion de génocide tibétain ne fait l'objet d'aucune reconnaissance au niveau international, elle est refusée par beaucoup de spécialistes de la communauté académique occidentale. La réalité d'un génocide est en outre contestée par la république populaire de Chine et le gouvernement de la région autonome du Tibet.
La Commission internationale de juristes (ONG indépendante mais dont la création fut voulue et secrètement financée par la CIA) observe et juge la situation tibétaine dès la fin des années 1950. En 1960, le rapport définitif du comité d'enquête conclut à l'existence de preuves d'actes de génocide (au sens du droit international) visant les Tibétains en tant que groupe religieux mais pas en tant que groupe ethnique ou national : les meurtres de personnalités religieuses et le transfert d'enfants d'un environnement religieux à un environnement matérialiste montrent que l'éradication du bouddhisme dans la région ne se fait pas sans destruction partielle délibérée. L'avis de la CIJ est controversé jusque dans la communauté scientifique : en le présentant comme un produit de l'anticommunisme de la guerre froide, l'historien Tom Grunfeld le discrédite dans un livre lui-même parfois critiqué pour sa tendance à relayer la propagande de Pékin.
Le Gouvernement tibétain en exil affirme que le bilan de l'invasion et de l'occupation du Tibet par la Chine s'élèverait à 1,2 million de morts entre 1959 et 1970. Pour le sinologue Colin P. Mackerras, les accusations selon lesquelles les Chinois submergeraient le Tibet et seraient responsables de la mort d'1,2 million de Tibétains « sont à considérer avec le plus grand scepticisme » ; les chiffres des recensements de la république populaire de Chine de 1953 à 2000 attestent que depuis le début des années 1960, la population du Tibet s'accroît, probablement pour la première fois depuis des siècles. L'allégation du GTE d'une réduction de la population vaudrait donc pour les années 1950 mais serait très exagérée. Depuis les années 1980, la gestion du pays par la Chine a eu pour effet d'accroître la population tibétaine, principalement en raison d'une modernisation qui a amélioré le niveau de vie et fait baisser le taux de mortalité dont celui des mères à l'accouchement et celui des enfants en bas âge.
L'Audience nationale, cour nationale espagnole chargée depuis 2005 d'instruire, selon le principe de « compétence universelle », les crimes de masse perpétrés hors de l'Espagne, enquête à la demande d'associations de soutien à la cause tibétaine sur l'implication d'anciens dirigeants chinois, dont l'ex-président Jiang Zemin et l'ex-Premier ministre Li Peng, dans un génocide présumé au Tibet dans les années 1980 et 1990. En 2014, Interpol est sollicitée pour émettre des mandats d'arrêt, ce qui irrite Pékin ; les démarches espagnoles sont en outre compliquées par la volonté du Parti populaire de limiter l'aptitude des magistrats. 
La Cour européenne des droits de l’homme (CEDH) a enterré l'enquête ouverte devant l'Audience nationale sur le prétendu génocide commis au Tibet par les autorités chinoises. L'instance, qui a son siège à Strasbourg, a refusé d'examiner si le classement de l'affaire en 2014 avait violé les droits fondamentaux. Selon les deux résolutions de la CEDH adoptées en novembre et décembre 2020, cette décision « est définitive et ne peut faire l'objet d'un recours »,.